# 스페이스 오페라

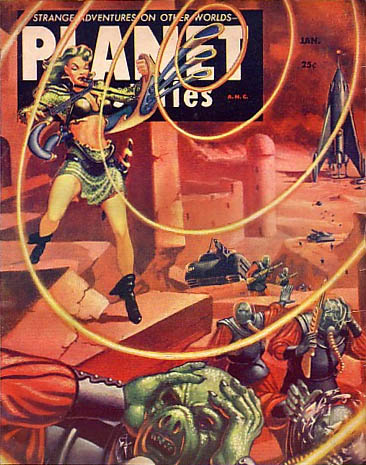
클래식 펄프 스페이스 오페라 커버

스페이스 오페라(space opera)는 SF 소설의 하위 장르이다. 미래의 우주를 배경으로 한 모험과 전쟁을 즐겨 다루며, 10대에서 20대 초반을 대상으로 하던 1940년대 미국의 펄프 잡지에서 큰 인기를 끌면서 1950년대부터는 소설뿐만 아니라 그런 요소를 가진 만화, 영화, 게임 등 다른 미디어의 작품들까지 포괄하는 용어가 되었다.
스페이스 오페라라는 용어는 호스 오페라(Horse opera)라고 불리던 서부(활)극에 빗댄 용어이며, 한국어로는 '우주활극'이라고 번역된다. 주요 소재가 우주 전쟁이나 외계 침략이라는 점에서 알 수 있듯이 과학적 정합성과 고증을 중시한 '마션'이나 '그래비티' 등의 진지한 우주 탐사 (Space Exploration) SF와는 대조적으로 오락성을 우선하는 경향이 강해서, 종종 비과학적이라거나 폭력적이라는 비판을 받기도 한다.
소설에서는 20세기 중반에 쓰여진 '렌즈맨 시리즈'와 '캡틴 퓨처 시리즈'를 이 장르의 효시로 꼽으며, 대표적인 영상물로는 20세기 후반에 시작된 '스타워즈 시리즈'와 '스타트렉 시리즈'등이 있다.

## 같이 보기
- 밀리터리 SF